# Aglaodorum
Aglaodorum — монотипный род однодольных цветковых растений семейства Ароидные (Araceae). Единственный вид — Aglaodorum griffithii.

## Ботаническое описание
Вечнозелёные корневищные травы.
Стебель многоветвистый, лазающий.

### Листья
Листья от нескольких до многих. Черешки цилиндрические. Влагалища короткие. Листовая пластинка от обратноланцетовидной до продолговатой, толстая. Центральная Жилка очень толстая, первичные жилки перистые, слабо дифференцированные, жилки более высокого порядка параллельно-перистые.

### Соцветия и цветки
Соцветие единичное. Цветоножка длинная, почти равная черешкам, при плодах прямая. Покрывало продолговатое, остроконечное, свёрнутое, вертикальное. Початок на ножке, немного короче покрывала. Женская зона очень короткая, с единственным завитком цветков. Мужская зона полуцилиндрическая, репродуктивная до самой вершины.
Цветки однодомные, околоцветник отсутствует. Тычинок короткие, призматические; нити различимы; связник утолщённый; теки продолговатые, располагаются друг напротив друга или смежные, вскрываются верхушечной по́рой. Пыльца эллипсоидная, большая (59 мкм). Гинецей окружён завитками из 1—3 коротких призматических стаминодиев. Завязь одно-, двухгнёздная; семяпочка одна в гнезде, амфитропная; фуникул очень короткий; плацента париетальная; рыльце широкое, дисковидное, четырёхлопастное, вогнутое в центре.

### Плоды
Плоды — ягоды от обратнояйцевидных до эллипсоидных, большие, зелёные; перикарпий очень толстый.
Семена большие, эллипсоидные; теста тонкая, гладкая; зародыш большой; плюмула хорошо развита; эндосперм отсутствующий.

## Распространение
Встречается в Южном Вьетнаме, полуостровной Малайзии, Северо-Западном Борнео, на Суматре.
Растёт на тропических болотах, особенно пресноводных, подверженных воздействию приливов. Произрастает вместе с криптокориной реснитчатой (Cryptocoryne ciliata) и нипой кустистой (Nypa fruticans).

## Синонимы
- Aglaonema griffithii Schott
- Aglaonema palustre Teijsm. & Binn.